# Eric Hedland

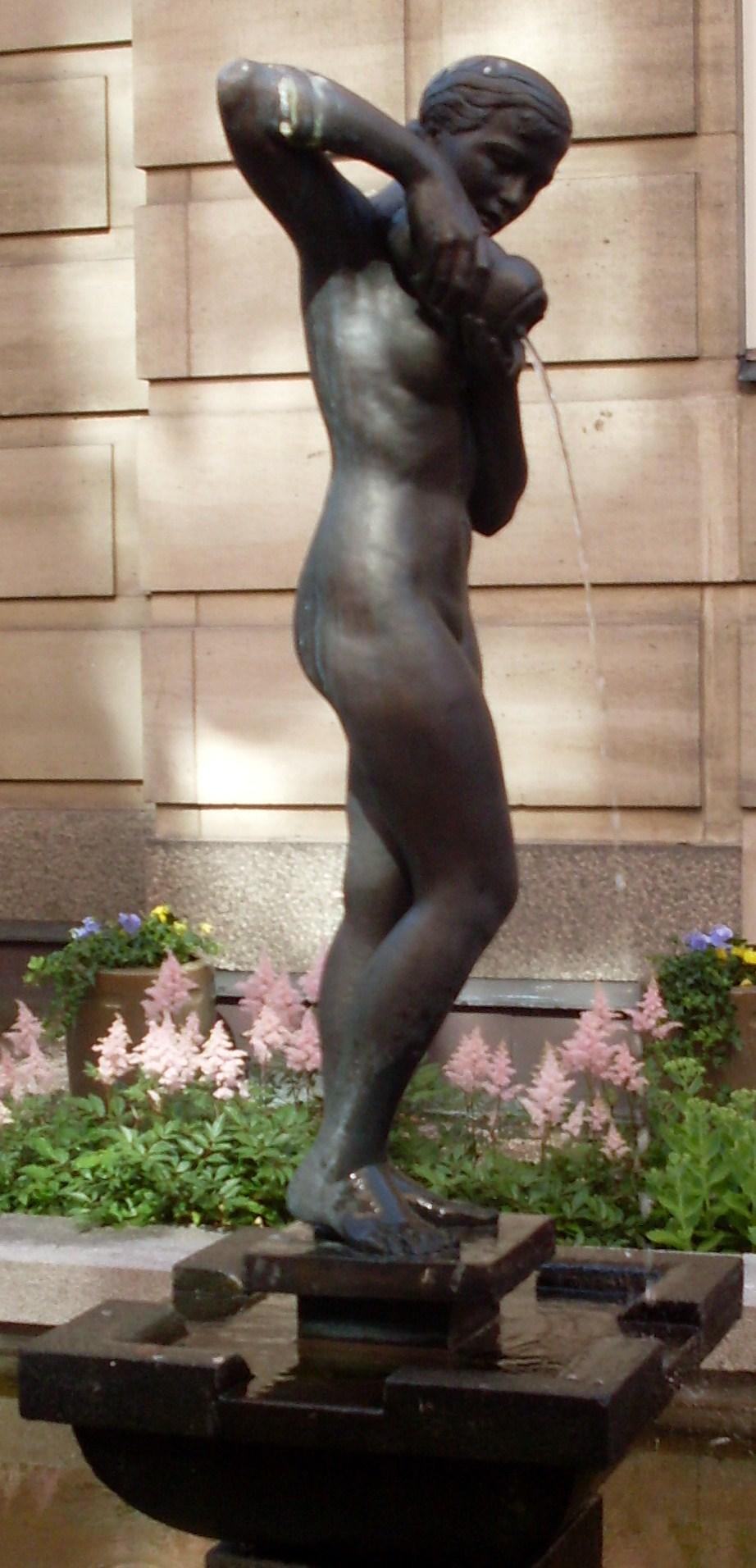
Dam med snäcka

Eric Alexander Hedland, född 1885 i Stockholm, död 1958, var en svensk målare, skulptör och konsthantverkare.
Han var son till möbelsnickaren Per Eric Karlsson och Hanna Wolff samt från 1907 gift med Mathilda Augusta Runnquist. Hedland var huvudsakligen autodidakt men kunde med stöd av Anders Zorn och Carl G. Laurin bedriva någon tids konststudier i Frankrike. Han arbetade främst som skulptör och har för Harpsunds säteri utfört en fontän i brons. Han var i någon mån specialist i byster inspirerad av Carl Eldh och har utfört porträttbyster av bland annat Acke Åslund, Sigurd Curman och Carl August Wicander. Hans stafflikonst består av porträtt, figursaker, stilleben och landskapsskildringar.  Hedland är representerad vid Nationalmuseum.

## Offentliga verk i urval
- Dam med snäcka, brons, Igeldammsgatan, Stockholm
- Porträttskulptur av Axel Hirsch, Statens porträttsamling på Gripsholms slott